# 브루누 페레이리냐
브루누 알레샨드르 마르케스 페레이리냐(포르투갈어: Bruno Alexandre Marques Pereirinha, 1988년 3월 2일 ~ )는 포르투갈의 전 축구 선수다. 과거 그는 주로 오른쪽 미드필더로 뛰었으며 자주 오른쪽 수비수 역할로도 뛰기도 하였다. 그는 그의 선수 생활대부분을 스포르팅에서 뛰며 5시즌 동안 공식경기 143경기(5골)를 소화하였고 두 번의 포르투갈 컵 우승을 포함해 3번의 주요 대회 우승을 하였다.

## 수상
스포르팅
- 포르투갈 컵: 2006–07, 2007–08
- 포르투갈 수퍼컵: 2008

라치오
- 코파 이탈리아: 2012–13